# Cueva de Palomas II
La cueva de Palomas II es un abrigo con representaciones rupestres localizado en el término municipal de Tarifa, provincia de Cádiz (España). Pertenece al conjunto de yacimientos rupestres denominado Arte sureño, muy relacionado con el arte rupestre del arco mediterráneo de la península ibérica.
Este abrigo fue localizado por Henri Breuil en 1929 y publicado por primera vez en su obra Rock paintings of Southern Andalusia. A Description of a neolithic and copper age Art Group y estudiada en profundidad por varios autores posteriormente, entre ellos el historiador alemán Uwe Topper. Se encuentra localizada en la Sierra del Pedregoso a unos 250 metros sobre el nivel del mar junto a otras tres cuevas Cueva de Palomas I, Cueva de Palomas III y Cueva de Palomas IV que se encuentran en la misma cresta rocosa y con las que guarda estrecha relación.
La cueva de Palomas II posee dos entradas abiertas al oeste. En esta covacha existen varios grupos de pinturas visibles, las más antiguas de las cuales no pueden ser interpretadas debido al fuerte proceso de lavado que han sufrido y a la presencia de líquenes y excrementos de aves. Las pinturas mejor visibles son, según Topper, de la mitad del segundo milenio a. C. Son pinturas en rojo oscuro y blanco, pigmento este último muy raro en la región. Los signos, de estilo esquemático, parecen representar cuadrúpedos y antropomorfos además de otros signos de difícil interpretación.